# 吉原由起
吉原由起（日语：／ Yoshihara Yuki，2月11日—），日本漫畫家。東京都出身。

## 作品
- 巧克力女孩、全3冊
- 半調子的維納斯、全2冊
- 頂樓的長髮公主、全1冊
- 蝶子小姐、全8冊、原名
- 生鮮達令、全8冊、原名《ダーリンは生モノにつき》
- 求愛秘招、全1冊
- 紅色情人夜、全1冊
- 藍色美人心、全1冊
- 男友18歲、全4冊、原名
- 人魚王子、全1冊、原名
- 愛人、全4冊、原名
- 另一種被愛的感覺、全3冊、原名
- 心跳100、全3冊、原名